# 里加區
里加區是拉脫維亞的一個已废置的區份，位於該國中部里加灣岸。面積3,058 平方公里，人口159,247人。兩個共和国城市，包括区府里加 （同時是該國首都）和尤爾馬拉皆不在本区的管轄範圍內。下設8市17村。
拉脫維亞於2009年撤销了所有的区份，并改制为市镇。